# Maison es Suhaymi

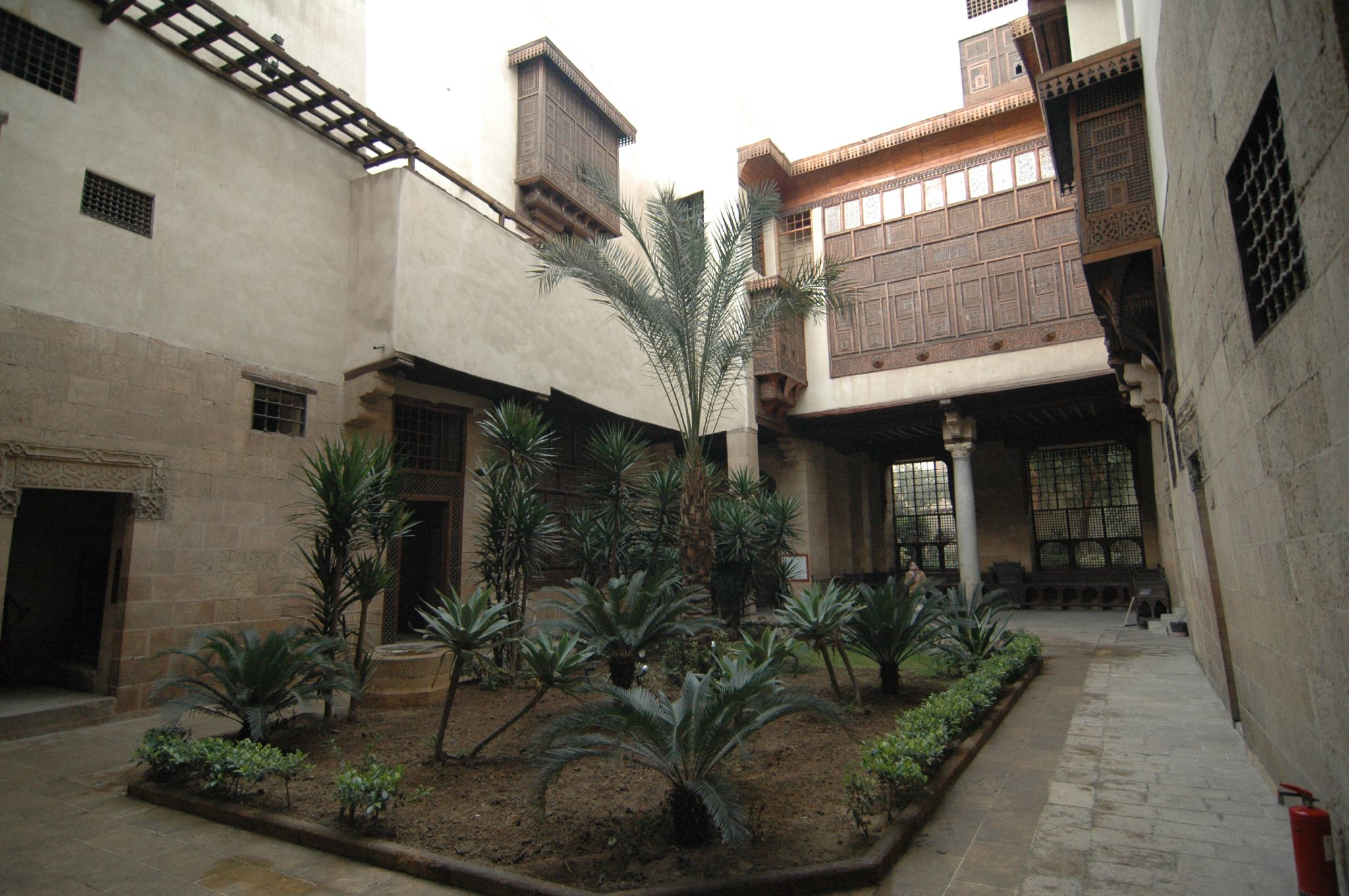
Cour intérieure de la maison.

La maison es Suhaymi (écrit également al-Suhaymi) située en plein cœur du Khan el Khalili, le grand souk du Caire, dans la rue Darb al Asfar, est une somptueuse résidence du XVIIe siècle dotée de très belles pièces de réception et entourée de grands jardins. Il s'agit probablement de l'exemple le plus raffiné d'une maison ottomane au Caire.
Cette maison fut construite en 1648 par le Sheikh Ahmed as-Suhaymi ; elle a été agrandie en 1796 par l'adjonction de maisons adjacentes.
Pour lutter contre la chaleur étouffante, un astucieux système de climatisation consistait à faire circuler des courants d'air à travers les moucharabieh ; dans des placards (voir photo), des jarres conservaient ainsi de l'eau fraiche.

## Galerie de photos

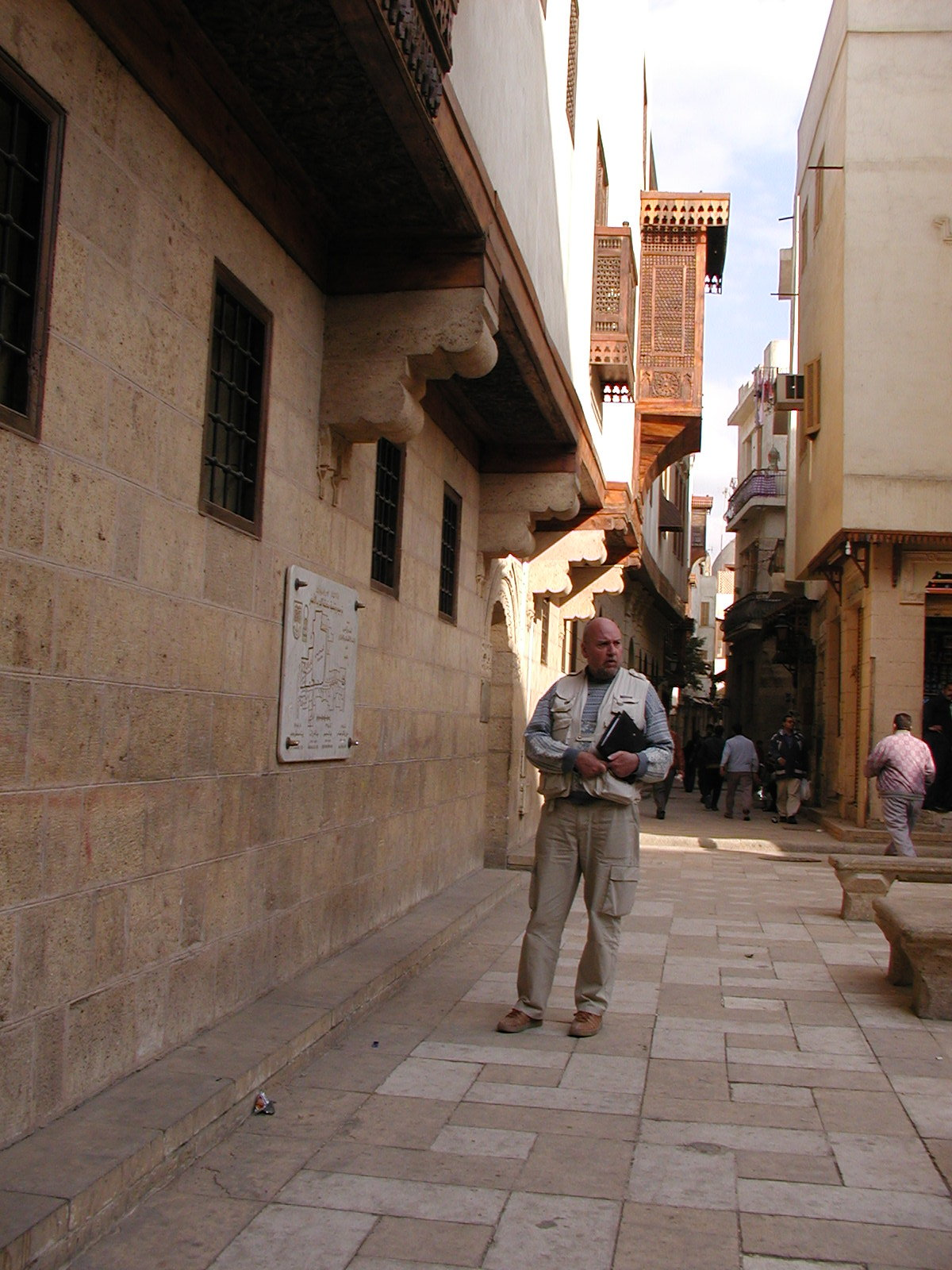
Explications de l'origine de la maison devant celle-ci.
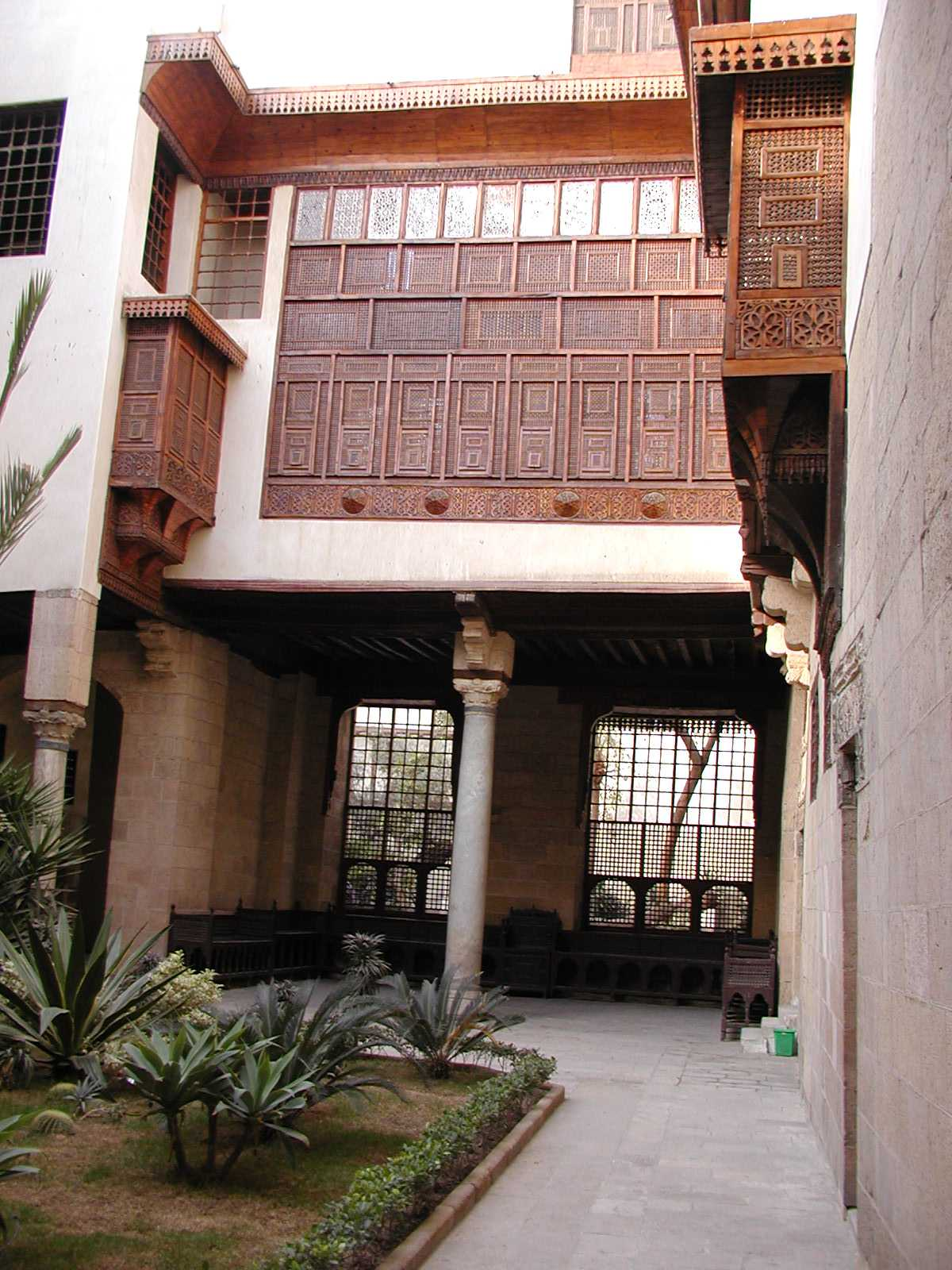
Cour intérieure.
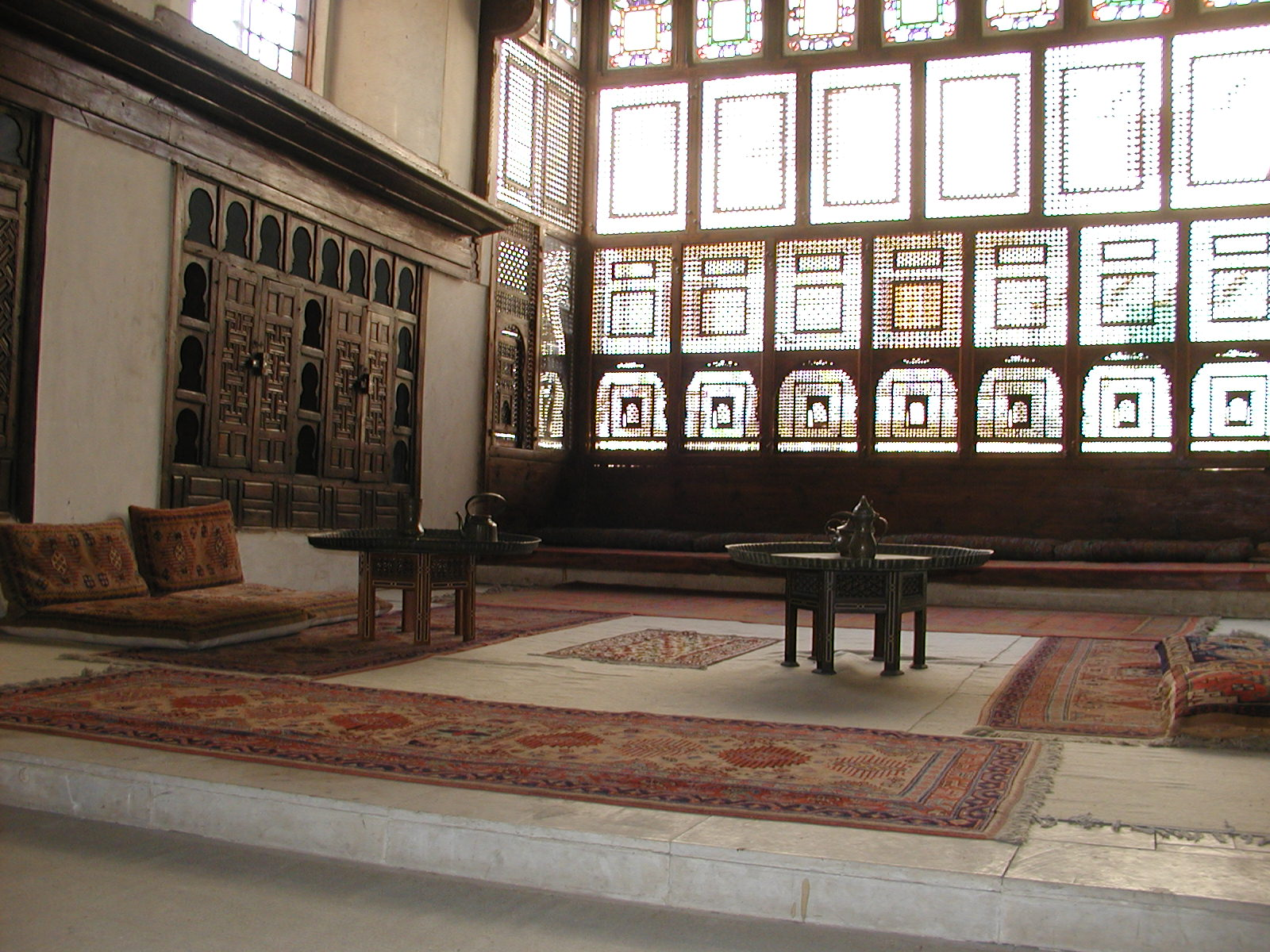
Salle de réception avec un grand moucharabieh.
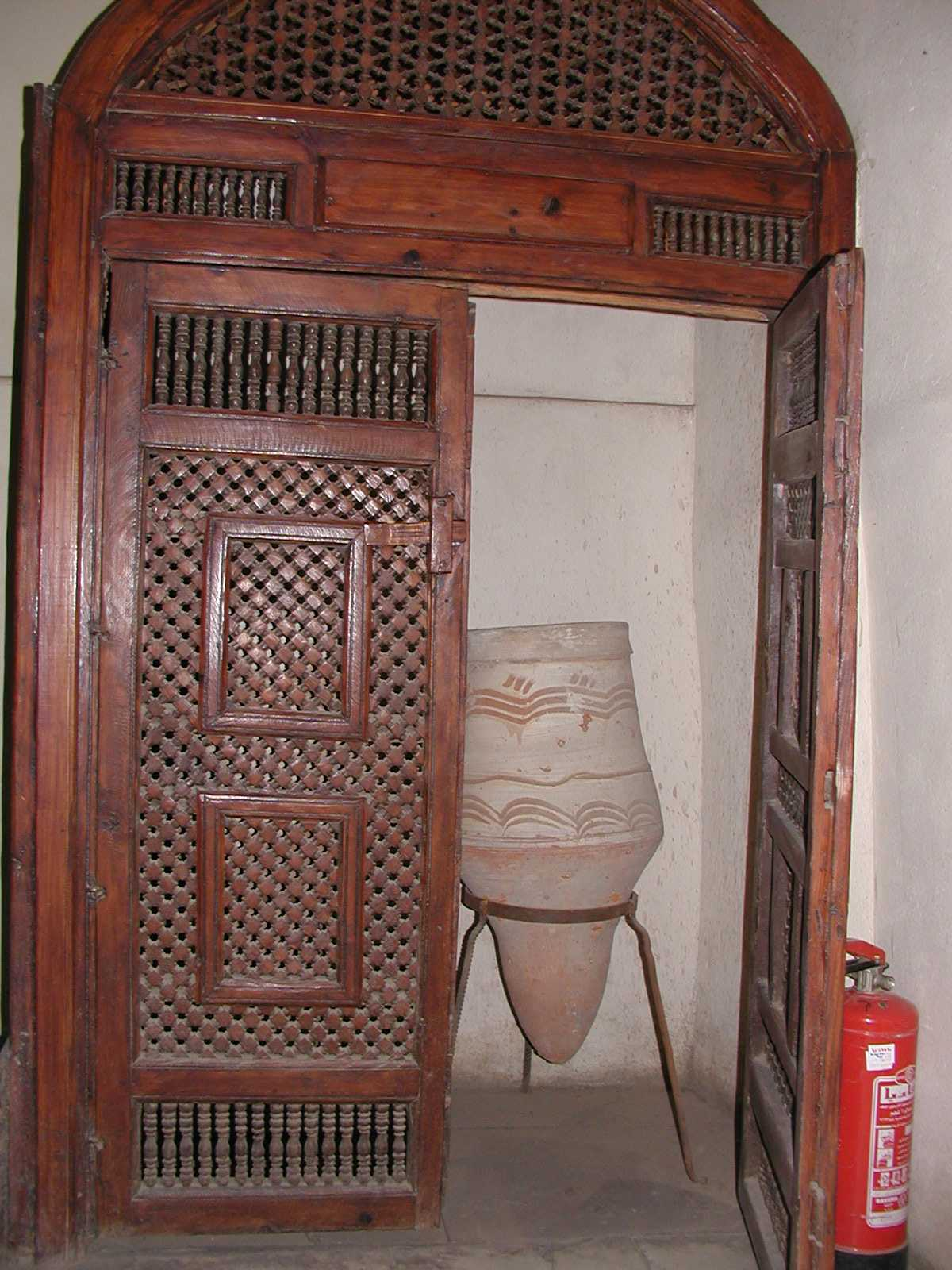
Jarre d'eau maintenue fraiche dans un placard.
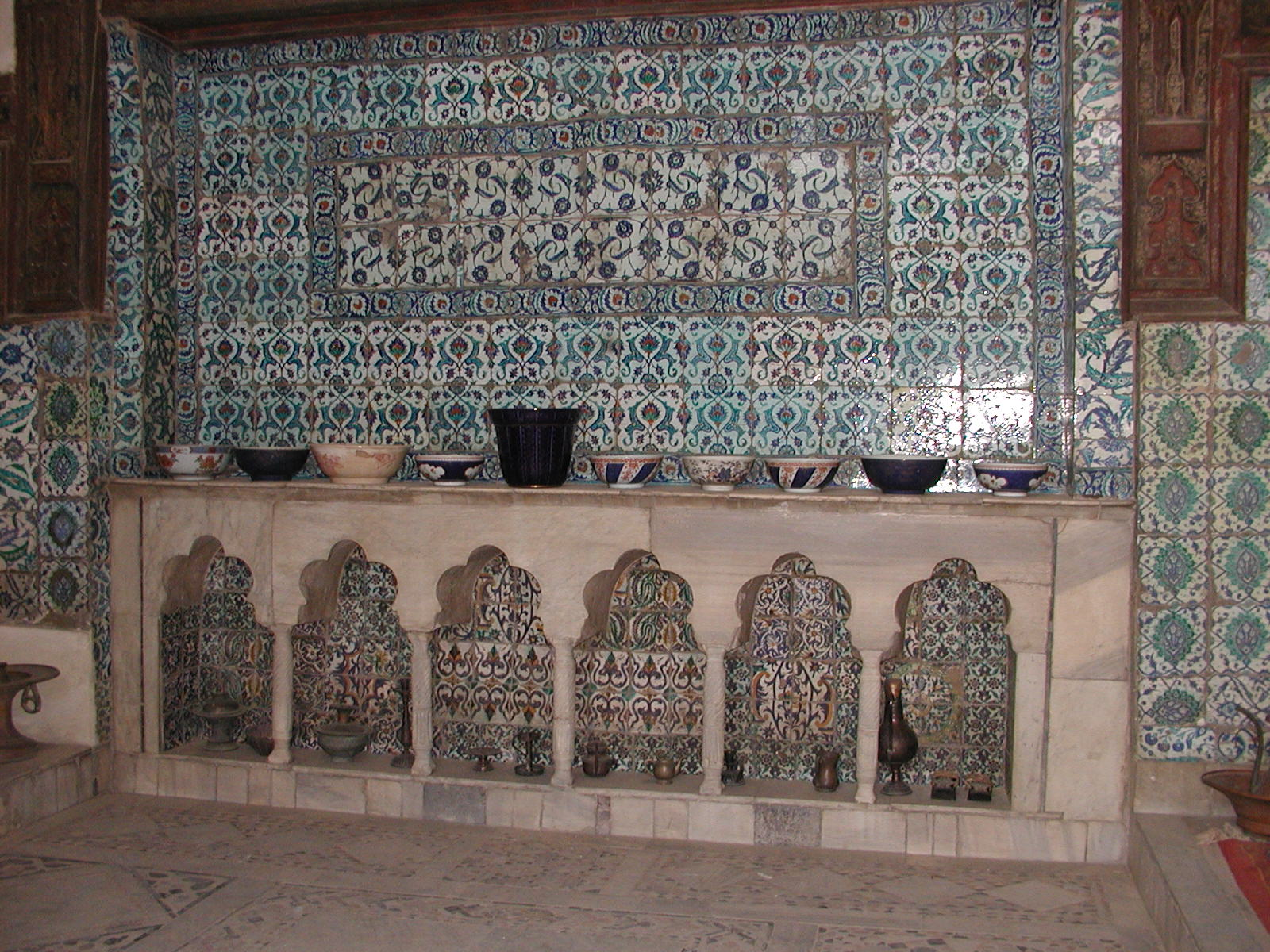
Collection de plats.
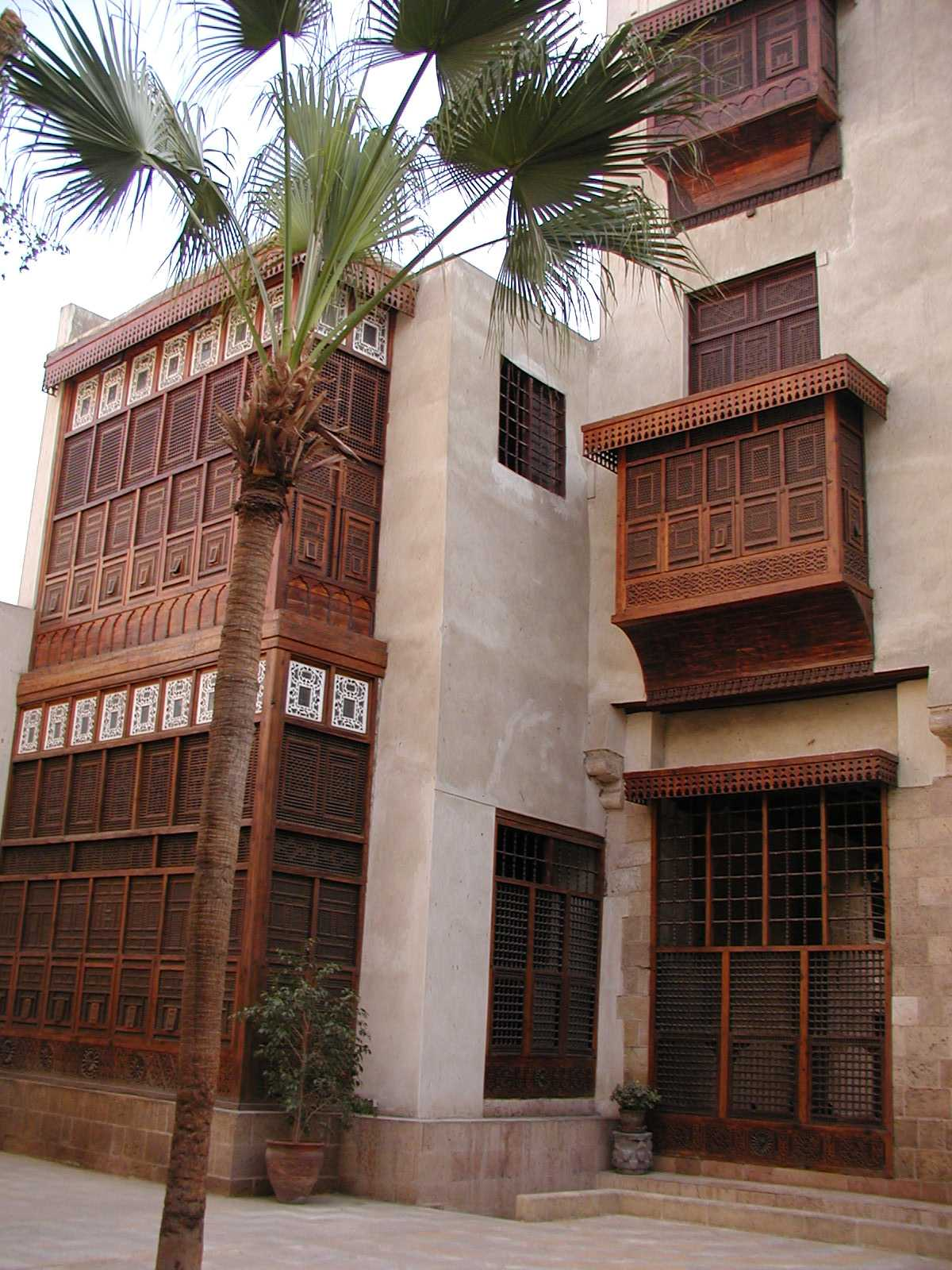
Moucharabieh vues de la cour.
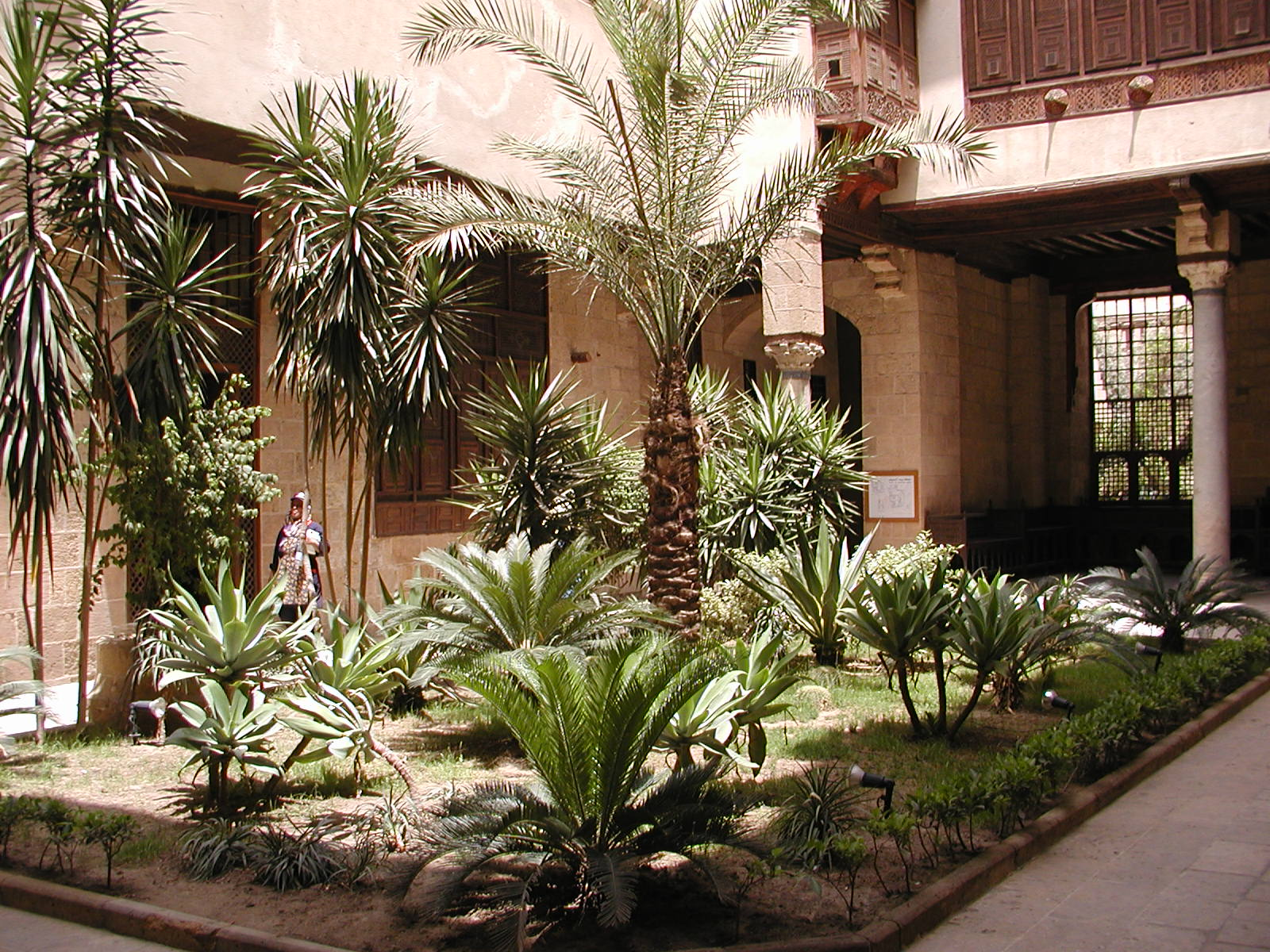
Parterre au milieu de la cour de la maison es Suhaymi.
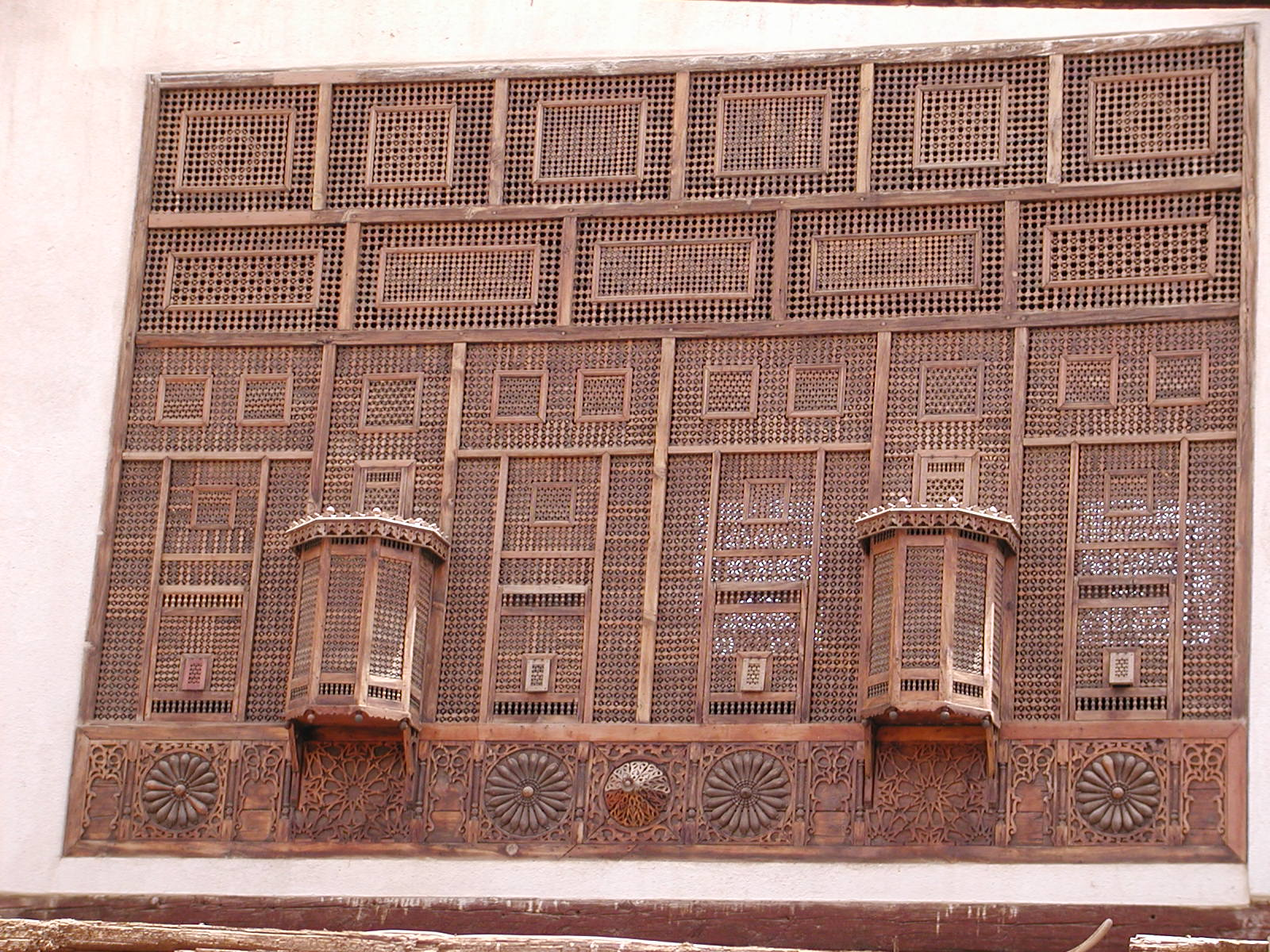
Détails d'un moucharabieh.